# Colido
Colido, d. h. Computergestützte Liegenschaftsdokumentation, war ein EDV-System der DDR. Es diente nach der Wiedervereinigung als Grundlage für die Automatisierten Liegenschaftsbücher (ALB) und die bundesweite Einführung des Amtlichen Liegenschaftskatasterinformationssystems (ALKIS) im Beitrittsgebiet.
Konflikte hinsichtlich der Einführung von Colido schildert Günter Hoffmann, seit 1976 Stadtrat für Innere Angelegenheiten und stellvertretender Oberbürgermeister von Ost-Berlin, in seiner Autobiografie Ein Leben in zwei Welten im Kapitel „Colido“ und anderer Unsinn.
Eine Rechtsgrundlage war die Anweisung Nr. 4/87 des Ministers des Innern und Chefs der Deutschen Volkspolizei über Grundbuch und Grundbuchverfahren unter Colidobedingungen – Colido-Grundbuchanweisung vom 27. Oktober 1987.
Die Überleitungsvorschrift des § 15 Gebäudegrundbuchverfügung (GGV) hob Vorschriften dieser Anweisung auf.